# Søren Gyldendal
Søren Jensen Gyldendal (født 12. april 1742 i Giver ved Aars, nuværende Vesthimmerlands Kommune, død 8. februar 1802 i København) var en dansk boghandler og forlægger. Han grundlagde i 1770 Gyldendalske Boghandel (nu Gyldendal). Han er døbt Søren Jensen; efternavnet Gyldendal kom først til 15 år senere.

## Karriere
Søren Gyldendal blev født i Giver ved Aars, hvor faderen, Jens Mortensen med antaget navn Gyldendal (født 1710 død 1771), var skoleholder; moderen hed Maren Sørensdatter (født 1708 død 1773). Gyldendal kom i Aalborg Latinskole, dimitteredes derfra til Københavns Universitet 1766 og tog året efter examen philosophicum. Som student fik han plads på Regensen, men kastede sig hurtigt over praktisk virksomhed.
Allerede i skolen synes han at have tjent lidt ved at handle med bøger, som han fik fra København; efter at være blevet student forrettede han kommissioner ved bogauktioner, og 1770 har efter traditionen hans køb og salg af bøger antaget fastere former. Muligvis overtog han ved denne tid den Schiønningske bogforretning, og sikkert er det, at forlag fra den Kanneworfske boghandel 1771 blev fortsat af Gyldendal, der i 1772 synes at have begyndt sit selvstændige forlag. Hans første udgivelse var en fortegnelse over Trykkefrihedstidens litteratur, som udkom i 3 bind i perioden 1770-73, hvortil han selv bidrog med flere af anmeldelserne. Derudover skrev han også anmeldelser til Lærde efterretninger og redigerede muligvis også tidsskriftet i perioden 1778-82.
12. juni 1772 ægtede han enken efter en lærredshandler Maren Thomasdatter (død 1776), som bragte ham nogen formue. Og så hurtigt udviklede hans forretning sig nu, at han 1776 kunne flytte ind i sit eget sted i Silkegade, hvor han derpå virkede i 11 år, til han i 1787 købte stedet i Klareboderne, hvor Gyldendals forlag endnu er. I 1779 giftede  han sig med Bodil Cathrine Kraft. 
1780 var han blevet universitetsboghandler, og 1783 udnævntes han til agent. Som det heraf ses, gjorde han hurtig karriere, men den af ham udviklede forlagsvirksomhed var også noget hidtil ukendt her, og flere end én af datidens litterære mænd roste ham som en "national" boghandler, der væsentlig bidrog til "Videnskabeligheds Fremme og Læselystens Udbredelse". Han satte skub i en revolution på det danske bogmarked, idet han indførte et distributionssystem med faste kommissionærer.
Ved siden af et betydeligt handelstalent besad han interesse for dansk litteratur, og lidt efter lidt samlede han en række af dens bedste navne på sit forlag: Nicolai Edinger Balle og Christian Bastholm, J.S. Sneedorff og Andreas Schytte, Ove Høegh-Guldberg og Ove Malling, Peder Kofod Ancher, Tyge Rothe osv.

## Privat
Efter sin ovennævnte første hustrus død var han to gange gift, med to søstre, døtre af professor Jens Kraft i Sorø, 1. (1779) med Bolette Cathrine (født 1758 død 1790) og 2. (1790) med Frederikke (født 1754), der var enke efter præsten J.G. Halling.
I 1795 købte Gyldendal landstedet Rolighed på Østerbro, og her boede han til sin død.
Han er begravet på Assistens Kirkegård.
Gyldendalsvej i Lyngby-Taarbæk Kommune er ikke opkaldt efter Søren Gyldendal, men derimod efter hans enke Frederikke Gyldendal som i tiden 1803 til 1812 boede på landstedet Nygaard på hjørnet af Gyldendalsvej og Lyngby Hovedgade.

## Gengivelser
Der findes et portrætmaleri af Erik Pauelsen fra 1780 (Gyldendal), litograferet 1858, stukket af A. Neumann 1870, flere xylografier, bl.a. af H.P. Hansen, samt litografi af Christian Cato efter tegning af Kristian Kongstad fra 1920. Silhouet af C. Limprecht (Det Kongelige Bibliotek). Relief på gravstenen af Nicolai Dajon, udstillet 1815, gengivet i xylografi af H.P. Hansen, 1870, efter tegning af Magnus Petersen. Medalje af Gunner Jensen fra 1920.
I 1958 blev Søren Gyldendal Fonden stiftet til minde om forlæggeren.